# Metalmanija
Metalmanija je bila popularna glazbena emisija u kojoj su prikazivani spotovi hard rock i heavy metal izvođača, te predstavljeni mnogi hrvatski sastavi.

## O emisiji
Prikazivana je na HRT-u, a glavni urednik je bio Gordan Penava - Pišta, inače član sastava Hard Time. Prva emisija prikazana je 10. veljače 1991. na trećem kanalu tadašnje Zagrebačke televizije (Z3), a posljednja 16. rujna 1997. godine. Zbog nadolazeće agresije na Hrvatsku ukida se Z3 program, a Metalmanija pojavljuje se na drugom programu Hrvatske televizije, gdje se tijekom sljedeće dvije godine prikazuje u tjednom ili dvotjednom rasporedu.
Autor i voditelj Metalmanije bio je Gordan Penava - Pišta (pjevač i vođa zagrebačkog sastava Hard Time), dok je redatelj bio Tvrtko Grgić.
Uz emisiju održavali su se i vrlo uspješni koncerti povodom pedesete i stote emisije, a kasnije svake godine.U sjećanje na emisiju, 14. studenog 2009. održan je prvi Metal Mania Party na kojem su nastupili bivši pjevač Iron Maidena Paul Di'Anno, norveški Thunderbolt, te zagrebački sastav Anesthesia.